# Universidad de Helsinki
La Universidad de Helsinki, en finés Helsingin yliopisto (abreviatura HY) y en sueco Helsingfors universitet (abreviatura HU), es la mayor universidad de Finlandia en cuanto al número de estudiantes y facultades. Fue fundada en la ciudad de Turku (Academia de Turku), en 1640, de donde fue trasladada a la nueva capital Helsinki en 1828. En 2008, la universidad cuenta con 11 facultades, 35.000 estudiantes de carrera y una plantilla de 7.900 personas.